# لويس ماريا كامبوس
لويس ماريا كامبوس (بالإسبانية: Luis María Campos)‏ هو عسكري أرجنتيني، ولد في 1838، وتوفي في 1907.